# André Ernotte
Pour les articles homonymes, voir Ernotte.
André Ernotte, né le 3 juin 1943 à Liège (Belgique) et mort le 8 mars 1999 à New York (États-Unis), est un acteur, scénariste et réalisateur belge pour le cinéma et la télévision.
En 1976, son long métrage Rue Haute (en référence à la rue du même nom à Bruxelles) met en scène Annie Cordy et Mort Shuman.
Il est inhumé à Jupille-sur-Meuse.

## Filmographie

### Comme acteur
- 1970 : Facilités de payement d'Albert Dumortier (téléfilm)
- 1971 : The French Connection de William Friedkin

### Comme scénariste et réalisateur
- 1976 : Rue Haute
- 1977 : Marée basse (le court métrage)

## Théâtre
- 1968 : L'Écume des jours adaptée du roman éponyme de Boris Vian présenté au 6e Festival mondial du Théâtre universitaire de Nancy
- 1970  mise en scène de La Truite de Schubert de Bernard Da Costa, jouée au Rideau de Bruxelles au Palais des Beaux-Arts,  Rideau de Bruxelles au Palais des Beaux-Arts avec Anne Chapuis, Claudine Charles ; Annie Czupper